# Лено-Ангарское плато
Ле́но-Анга́рское плато́ — возвышенная равнина на юго-востоке Среднесибирского плоскогорья на территории Иркутской области. Является водоразделом рек Лена и Ангара.

## География

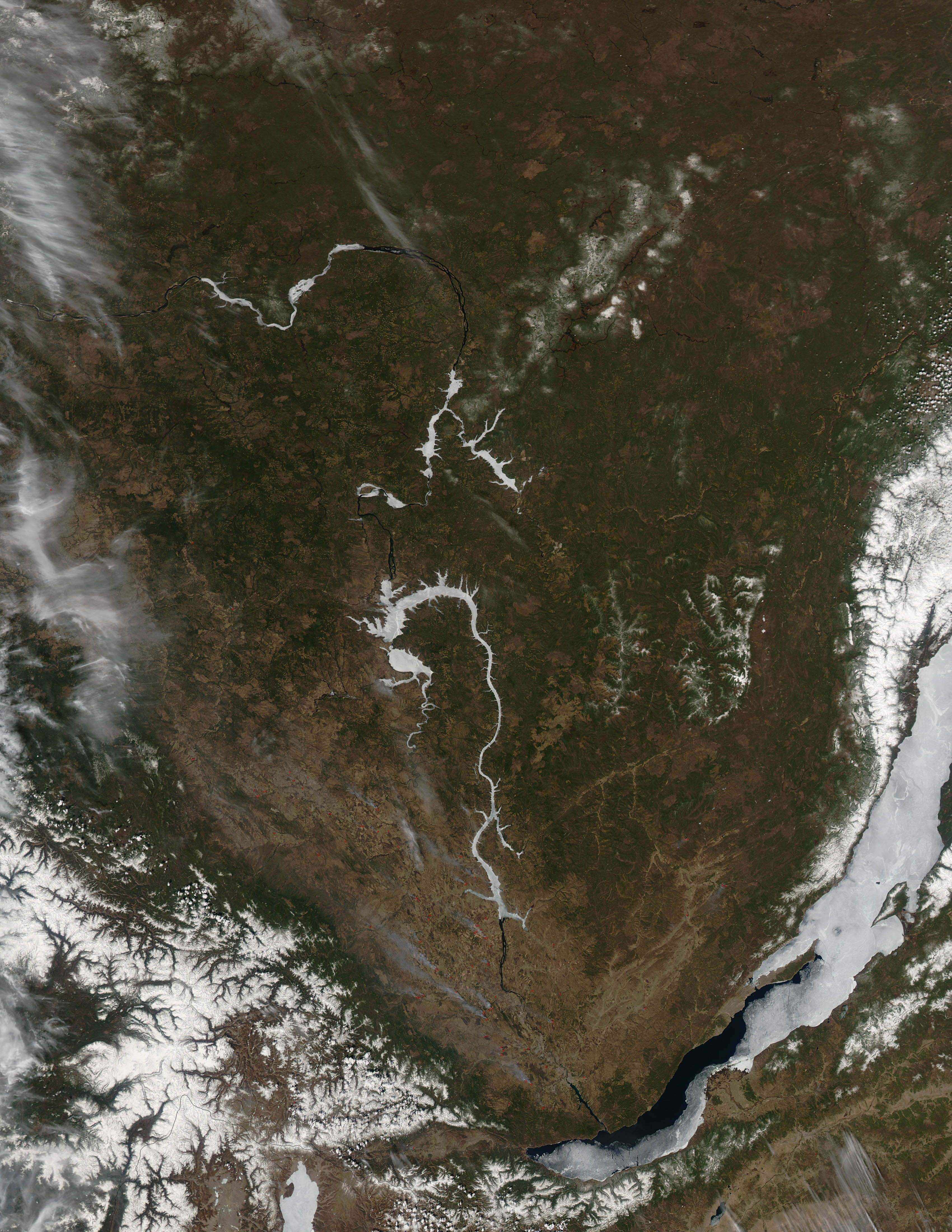
Иркутско-Черемховская равнина и Лено-Ангарское плато. Май 2013 года. Снимок из космоса

Лено-Ангарское плато расположено в центральной части Иркутской области между реками Ангара и Киренга (приток Лены), к северу от Иркутска. Плато обладает следующими характеристиками:
- Длина — до 600 км,
- Ширина — до 380 км,
- Площадь — около 20 000 км²,
- Максимальная высота — 1464 м (высоты уменьшаются с юга на север в среднем от 1100 м до 500 м).

Плато отделено от прибайкальских хребтов так называемой Предбайкальской впадиной, ширина которой достигает 100 км.
В целом плато мало населено. Крупные населённые пункты: города Усть-Кут, Киренск, Железногорск-Илимский, посёлки Жигалово, Качуг.

## Геология
Лено-Ангарское плато сложено карбонатно-терригенными породами кембрия и ордовика:
известняками, песчаниками, кристаллическими породами (на юге)). Есть месторождения железных и медных руд, поваренной соли, гипса, талька, слюды, природного камня.
Вершины плоские, бронированы известняками ордовика. Плато глубоко расчленено речными долинами (глубина расчленения — 200—600 м), развит карст (Ботовская пещера).

## Растительность
Плато покрыто тайгой. Встречаются лиственничные, сосново-лиственничные и лиственные леса (распространены лиственницы, сибирские кедры, берёзы, сосны, ели).